# Voluta (dispositiu)

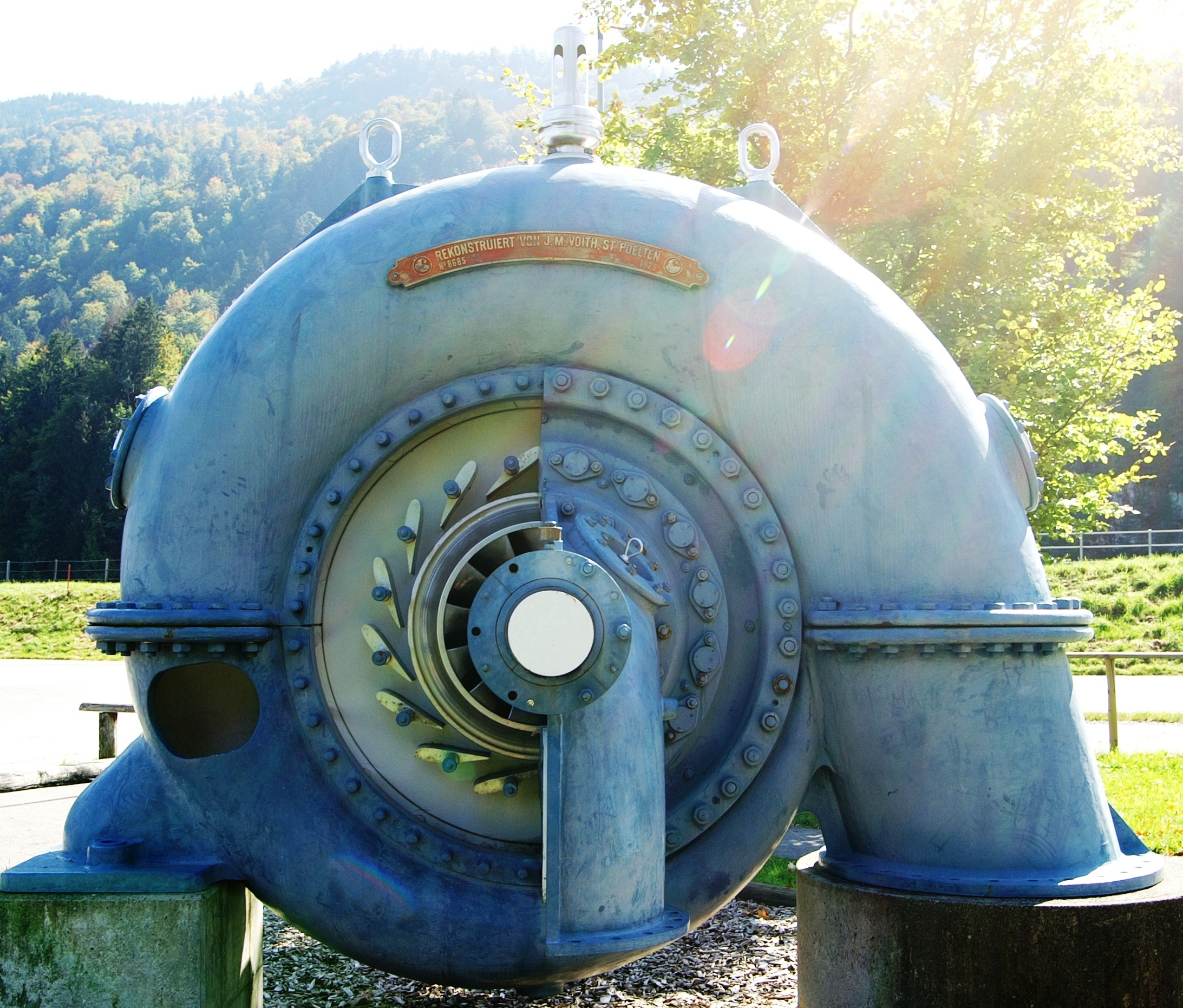
Bomba centrífuga amb carcassa de voluta.

La voluta és la cambra o carcassa en forma d'espiral d'una bomba centrífuga dins de la qual gira el rodet i que recull el fluid propulsat radialment per aquest, dirigint cap a les tubuladures (de tub) de sortida.
La voluta de la bomba centrífuga és la carcassa que rep l'ésser fluid bombejat per l'impulsor, mantenint la velocitat del fluid a través del difusor. Quan el líquid surt de l'impulsor ha de tenir una alta energia cinètica. Com que el recorreguts de fluid al llarg de la voluta és ensamblat per més i més fluid amb la secció transversal dels augments de les volutes, la velocitat es manté si la bomba està funcionant. Si la bomba té una velocitat de flux baixa, llavors la velocitat disminuirà a través de la voluta que condueix a un augment de pressió causant una empenta transversal a través de l'impulsor com la vibració. Si el cabal de la bomba és superior a la velocitat de disseny augmentarà a través de la voluta i la pressió disminuirà d'acord amb la primera llei de la termodinàmica. Això provocarà una empenta lateral a la direcció oposada a la causada pel flux baix però el resultat serà el mateix.
El nom de "voluta" s'inspira en la semblança d'aquest tipus de carcassa amb la part a manera d'espiral prop de la part superior d'una columna d'ordre jònic a l'arquitectura clàssica, anomenada voluta; i al fet que la seva forma recorda la forma del mol·lusc del mateix nom.

## Voluta dividida
En una voluta dividida o bomba de doble voluta, el camí al llarg de la voluta té particions, proporcionant dues vies de descàrrega diferents. Els corrents comencen 180 graus l'un de l'altre, i es barregen en el moment en què arriben a l'obertura de descàrrega. Aquesta disposició ajuda a equilibrar la força radial en els coixinets